# Ереянга
Ереянга (д/н– 1102) — 3-й пермаді Держави Хойсалів в 1098—1102 роках.

## Життєпис

### Молоді роки
Син Вінаядітьї і Келеяладеві (Келеяббе). 1062 року оголошений ювараджею (спадкоємцем трону). З 1068 року брав участь у військових кампаніях Сомешвари II, магараджахіраджа держави Західних Чалук'їв. проти його повсталого брата Вікрамадітьї. Також здійснив успішний похід проти Удаядітьї Парамара, магараджахіраджи Малави (союзника Вікрамадітьї), захопивши ворожу столицю Дхар. Також успішно діяв проти раджакесарі Вірараджендри Чола, іншого союзника Вікрамадітьї. За цим здійснив вдалий похід проти Раджараджадеви I, гаджапаті Східних Гангів (зятя Вірараджендри Чола).
Після пеермоги Вікрамадітьї у 1076 році разом з батьком намагався чинити тому спротив, але військо Хойсалів зазнало поразки. В наступні роки брав участьу військових кампаніях проти дрібних князівств південнозахідного Індостану. 1098 року після смерті Вінаядітьї посів трон.

### Панування
Продовжив політику, спрямовану на зміцнення свого становища в Карнатаці. Прийняв титул віраганга, чим висловив претензії на спадко династії Західних Гангів. Втім не наважився виступити проти Західних Чалук'їв. Помер 1102 року. Йому спадкував син Віра Балала I.